# 위그웜 작전
위그웜 작전(영어: Operation Wigwam)은 마크 90 "베티" 핵폭탄 단일 실험을 포함한다. 1955년 5월 14일, 티팟 작전과 프로젝트 56 사이에 샌디에고, 캘리포니아주 남서쪽 약 800 km 해상에서 수행되었다. 위그웜 작전에는 30척의 선박에 탑승한 6,800명의 인력이 참여했다. 위그웜 작전의 목적은 심해에서 폭발하는 핵무기에 대한 잠수함의 취약성을 확인하고, 전투 상황에서 그러한 무기를 사용하는 것의 실현 가능성을 평가하는 것이었다. 태스크포스 사령관인 존 실베스터 제독은 태스크포스 기함 USS Mount McKinley에 승선했다. 위그웜 작전은 심해에서 실시된 최초의 핵실험이었으며, 300미터보다 깊은 수심에서 실시된 유일한 실험으로 남아있다.

## 폭발 배치 및 실험

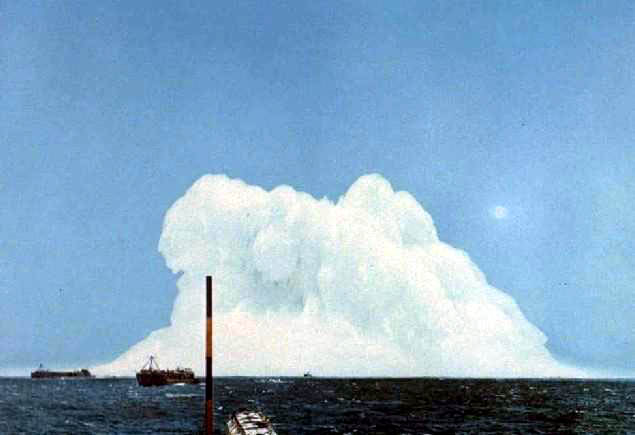
1955년 위그웜 실험

실험 장치는 바지선에 연결된 케이블에 의해 610미터 깊이에 매달려 있었다. 약 9.7km 길이의 예인선이 62.5미터 길이의 체로키급 함대 예인선 USS Tawasa을 실험 바지선에 연결했다. 다른 예인선들의 예인선에 매달려 있던 세 대의 소형 무인 표적 잠수함 "SQUAWS"는 각각 카메라와 원격 측정 장비를 가득 싣고 있었다. 이 표적들은 40.23미터 길이로, SS-563 시제품 선체(SS-563)의 4/5 축척으로 제작되어 폭발이 잠수함 선체에 미치는 영향을 평가하는 데 사용되었다.
폭발 시간은 현지 태평양 시간으로 13:00(태평양 표준시 정오)이었다.
수중 폭발로 생성된 수중 기포를 직접 측정하기 위한 장비는 폭발 당시 작동하지 않았지만, 다른 측정값을 기반으로 기포의 최대 반경은 115미터, 맥동 주기는 약 2.83초로 계산되었다.
미국의 핵무기 실험 목록의 표도 참고하시오.

## 수중 음향
위그웜 폭발로 인한 수중 소리는 캘리포니아 연안의 포인트 서와 포인트 아레나, 그리고 하와이주 카네오헤 만 해저에 설치된 수중 청음기에 기록되었다. 폭발 실험에서 발생하는 소리는 강력한 물 충격파로 시작되었다. 소리가 실험 지점에서 멀리 떨어진 곳으로 이동하면서 섬이나 해산과 같이 북태평양과 남태평양 분지 전역에 위치한 지형적 특징에서 반사되었다. 반사된 소리는 카네오헤와 포인트 서에서 몇 시간 동안 지속되는 코다로 기록되었다.틀:Cfn 일부 음향 에너지는 왕복 20,000km가 넘는 거리를 이동했다. 이 음향 신호는 저주파에서의 수중 음향 감쇠에 대한 초기 측정 중 하나를 제공했다.

## 폭발
미국의 위그웜 작전의 폭발은 아래에 나열되어 있다:
| 이름   | 날짜 시간 (UT)             | 현지 시간대  | 위치                                                                                       | 표고 + 높이        | 전달, 목적      | 장치                      | 수율  | 낙진 | 참고              | 비고 |
| ------ | -------------------------- | ------------ | ------------------------------------------------------------------------------------------ | ------------------ | --------------- | ------------------------- | ----- | ---- | ----------------- | --- |
| 위그웜 | 1955년 5월 14일 20:00:00.0 | PST (−8 hrs) | 캘리포니아주 해안 태평양 북위 28° 44′ 00″ 서경 126° 16′ 00″ / 북위 28.7333° 서경 126.2667° | 0–610 m (2,000 ft) | 수중, 무기 효과 | Mk-90 B7 "베티" 심도 폭탄 | 30 kt |      | [ 1 ] [ 7 ] [ 8 ] | 심해 잠수함 선체 실험, 핵 심도 폭탄 포함, 표면 오염 측정. 계측된 "스콰우" 서브 스케일 잠수함 압력 선체 사용. 기저 파도를 이용한 차폐 전함 실험. |

## 같이 보기
- 미국의 핵무기 실험 목록

### 해설
1. ↑  미국, 프랑스, 영국은 자신들의 실험에 코드명을 부여했지만, 소련과 중국은 그렇지 않았으며, 따라서 실험 번호만 가지고 있다 (일부 예외 – 소련의 평화적 폭발은 이름이 부여되었다). 이름이 고유 명사가 아닌 한 영어로 단어 번역은 괄호 안에 표시된다. 숫자 뒤에 대시는 일제 사격의 일원임을 나타낸다. 미국은 때때로 그러한 일제 사격 실험에서 개별 폭발에도 이름을 부여하여 "이름1 – 1(이름2 포함)"이 된다. 실험이 취소되거나 중단된 경우, 날짜 및 위치와 같은 행 데이터는 알려진 경우 의도된 계획을 공개한다.
2. ↑  UT 시간을 표준 현지 시간으로 변환하려면, UT 시간에 괄호 안의 시간 수를 더하고; 현지 일광 절약 시간의 경우, 추가로 한 시간을 더한다. 결과가 00:00 이전이면 24시간을 더하고 날짜에서 1을 뺀다; 24:00 또는 그 이후이면 24시간을 빼고 날짜에 1을 더한다. IANA 시간대 데이터베이스에서 얻은 역사적 시간대 데이터.
3. ↑  대략적인 지명 및 위도/경도 참조; 로켓 발사 실험의 경우, 알려진 경우 폭발 위치 이전에 발사 위치가 지정된다. 일부 위치는 매우 정확하다; 다른 위치(예: 공중 투하 및 우주 폭발)는 상당히 부정확할 수 있다. "~"는 동일한 지역의 다른 실험과 공유되는 대략적인 형식적 위치를 나타낸다.
4. ↑  표고는 폭발 지점 바로 아래의 지면 높이를 해수면 기준으로 나타낸다; 높이는 타워, 기구, 샤프트, 터널, 공중 투하 또는 기타 장치에 의해 추가되거나 빼지는 추가 거리이다. 로켓 폭발의 경우 지면 높이는 "N/A"이다. 경우에 따라 높이가 절대값인지 지면에 대한 상대값인지 불분명하다 (예: 플럼밥/존). 숫자나 단위가 없으면 값이 알려지지 않았음을 의미하며, "0"은 0을 의미한다. 이 열의 정렬은 표고와 높이를 합한 값으로 이루어진다.
5. ↑  대기, 공중 투하, 기구, 총, 순항 미사일, 로켓, 지표, 타워, 바지선은 모두 부분적 핵실험 금지 조약에 의해 금지된다. 밀폐된 수직갱 및 터널은 지하이며, PTBT 하에서 유용하게 유지되었다. 의도적인 분화구 생성 실험은 경계선에 있으며; 조약 하에서 발생했고, 때로는 항의를 받았으며, 실험이 평화적 용도로 선언된 경우 일반적으로 간과되었다.
6. ↑  무기 개발, 무기 효과, 안전 실험, 운송 안전 실험, 전쟁, 과학, 공동 검증 및 산업/평화적 용도를 포함하며, 이는 더 세분화될 수 있다.
7. ↑  알려진 경우 실험 항목의 지정, "?"는 이전 값에 대한 불확실성을 나타내며, 특정 장치에 대한 별명은 따옴표 안에 표시된다. 이러한 정보 범주는 종종 공식적으로 공개되지 않는다.
8. ↑  톤, 킬로톤, 메가톤 단위로 추정되는 에너지 수율. TNT 1톤 환산은 4.184 기가줄(1 기가칼로리)로 정의된다.
9. ↑  프롬프트 중성자를 제외하고 알려진 경우 대기 중으로 방출되는 방사능. 언급된 경우 측정된 종은 아이오딘-131뿐이며, 그렇지 않으면 모든 종이다. 항목이 없으면 알 수 없음을 의미하며, 지하인 경우 아마도 없을 것이고, 그렇지 않은 경우 "모두"이다; 그렇지 않으면 알려진 경우 현장에서만 측정되었는지 또는 현장 밖에서 측정되었는지에 대한 표기와 방출된 방사능의 측정량을 나타낸다.

### 인용
1. 1 2  Yang, Xiaoping; North, Robert; Romney, Carl (August 2000), 《CMR Nuclear Explosion Database (Revision 3)》, SMDC Monitoring Research
2. 1 2 3  “Operation WIGWAM, Report of Commander, Task Group 7.3” (PDF). 1955년 7월 22일. 2021년 12월 1일에 원본 문서 (61 pg. PDF)에서 보존된 문서. 2021년 12월 1일에 확인함.
3. 1 2 3 4  Sheehy, M. J.; Halley, R. (1957). 《Measurement of the attenuation of low-frequency underwater sound》. 《J. Acoust. Soc. Am.》 29. 464–469쪽. Bibcode:1957ASAJ...29..464S. doi:10.1121/1.1908930.
4. 1 2  Dushaw, B. (2015). 《WIGWAM reverberation revisited》. 《Bulletin of the Seismological Society of America》 105. 2242–2249쪽. Bibcode:2015BuSSA.105.2242D. doi:10.1785/0120150024. 2018년 7월 14일에 확인함.
5. ↑  “Operation WIGWAM, Scientific Director's Summary Report” (PDF). 1958년 10월 10일. 2021년 12월 1일에 원본 문서 (178 pg. PDF)에서 보존된 문서. 2021년 12월 1일에 확인함.
6. ↑  “Time Zone Historical Database”. iana.com. 2014년 3월 8일에 확인함.
7. ↑  Sublette, Carey, 《Nuclear Weapons Archive》, 2014년 1월 6일에 확인함
8. ↑  《United States Nuclear Tests: July 1945 through September 1992》 (PDF) (DOE/NV-209 REV15), Las Vegas, Nevada: Department of Energy, Nevada Operations Office, 2000년 12월 1일, 2006년 10월 12일에 원본 문서 (PDF)에서 보존된 문서, 2013년 12월 18일에 확인함